# 2696 Magion
Magion (asteróide 2696) é um asteróide da cintura principal com um diâmetro de 20,18 quilómetros, a 2,1731072 UA. Possui uma excentricidade de 0,1130942 e um período orbital de 1 400,88 dias (3,84 anos).
Magion tem uma velocidade orbital média de 19,02790313 km/s e uma inclinação de 25,34595º.
Este asteróide foi descoberto em 16 de Abril de 1980 por Ladislav Brožek.